# Parc provincial Sugarloaf
Le parc provincial Sugarloaf est l'un des 36 parcs provinciaux du Nouveau-Brunswick.  Ce par de 11 km2 vise à protéger le Sugarloaf, une montagne près de Campbellton.

## Géographie
Le parc provincial Sugarloaf est situé au nord de la province du Nouveau-Brunswick, au sud de la ville de Campbellton.  Son territoire est partagé par la ville de Campbellton, le village d'Atholville et les districts de services locaux (DSL) de Val-d'Amours, les trois étant situés dans le comté de Restigouche.  Il est accessible à partir de la sortie 415 de la route 11.
Comme pour une bonne partie de la région de Campbellton, le sous-sol est composé de roche volcanique du Devonien inférieur.  L'altitude du parc va de 45 à 305 m, le sommet du Sugarloaf.